# 逮捕しちゃうぞ (アニメ)
『逮捕しちゃうぞ』（たいほしちゃうぞ）は、藤島康介の漫画作品『逮捕しちゃうぞ』を原作としたアニメ作品。1994年にOVA化されたのが最初で、その後何度か続編に当たるテレビアニメが製作され、いずれもTBS系にて放送されている（一部関東ローカル放送のものもあり）。いずれも制作はスタジオディーン。1999年には劇場版アニメも公開された。
2007年10月には最新作として6年ぶりに深夜枠のテレビアニメで復活（『フルスロットル』）し、TBSとBS-iで放送された。

## 全シリーズ共通スタッフ
- 原作 - 藤島康介（講談社刊「パーティーKC」所載・「アフタヌーンKCDX」掲載・講談社漫画文庫「アフタヌーン」所載）
- キャラクターデザイン - 中嶋敦子
- メカニックデザイン - 村田俊治（死去当時：村田峻治）
- サウンドデザイン - 山田稔
- アニメーション制作 - スタジオディーン

### 登場人物・声の出演
※一部の配役がOVA、TVシリーズ（第1期と『SECOND SEASON』）で変更になっている。
- 辻本夏実：玉川紗己子
- 小早川美幸：平松晶子
- 二階堂[1]頼子：小桜エツ子
- 葵双葉：松本梨香
- 中嶋剣：島田敏
- 課長：政宗一成
- 東海林将司：関智一
- 佐賀[1]沙織※：丹下桜→飯塚雅弓[2]
- ストライク男：堀秀行
- 原付おばさん：くじら
- 中嶋大丸：青野武
- 中嶋瀬奈（若林瀬奈）※：小西寛子→折笠富美子[2]
- FOX和尚：有本欽隆
- 徳野警部：沢木郁也
- 金子留理子：嶋崎はるか
- 遠藤佑香：大野まりな
- 林綾音：※茂呂田かおる→萩原えみこ
- 田中夏代：※大原さやか（『the MOVIE』）→高橋美佳子（『SECOND SEASON』)
- 園児トリオ※[3]
  - ゆうた：大滝之弘→高崎慶佑→島田達矢
  - しょう：入野自由→秋山拓也→横溝巧
  - まほ：須藤祐実→坂口杏奈→本池友香
- 本田敏郎：光岡湧太郎
- 本田恵：齋藤彩夏
- 蟻塚警視正：渡部猛
- 木下薫子：榊原良子

## OVA
1994年9月24日から1995年11月25日にかけて発売。全4話。現在は全巻、廃盤となっている。
1995年2月、FILE.2とFILE.3の間に墨東署公認ビデオ『カラオケしちゃうぞ』FILE2 1/2「そしてみんなで歌おう」が発売。FILE.2以降の発売延期にともなうファンサービスの一環として急遽企画された。婦警姿の玉川紗己子・平松晶子やストライク男が実写で出演しているミュージック・ビデオ集。当初DVD版は未発売であったが、後に第1シリーズのDVD-BOXの特典であるDVDコレクションに収録された。
原作者の藤島康介は自分の絵柄の変化に肯定的な姿勢をとっているが、OVAの制作にあたって絵柄の統一が要求されたため、原作単行本の4・5巻の絵柄に統一されている。
2025年3月1日に1日限定でアニメ化30周年を記念して、FILE.1～FILE.4（制作：1994~1995）の上映＆スペシャルトークショー実施した。

### スタッフ (OVA)
- 監督 - 古橋一浩
- 総作画監督 - 中嶋敦子
- 美術 - 加藤浩
- 色彩設計 - 石井健一
- 撮影監督 - 吉田光伸
- 編集 - 森田清次
- 音楽 - 大谷幸
- サウンドコンポーザー - 浅梨なおこ (FILE.1 ‐ FILE.3)→ 音響ディレクター - 鶴岡陽太 (FILE.4)
- プロデューサー - 水尾芳正、渡辺繁、勢直樹、長谷川洋
- 製作 - 講談社、バンダイビジュアル、丸紅

### オープニングテーマ (OVA)
『100mphの勇気』
作詞 - 横山武 / 作曲 - 小路隆 / 編曲 - 米光亮 / 歌 -Tokyo Police Woman Duo（辻本夏実（玉川紗己子）・小早川美幸（平松晶子））
- 1stシーズン17話では挿入歌として使用。

### エンディングテーマ (OVA)
『ありったけの情熱で』
作詞 - 真名杏樹 / 作曲 - 小路隆 / 編曲 - 米光亮 / 歌 - Tokyo Police Woman Duo（辻本夏実（玉川紗己子）・小早川美幸（平松晶子））

### 各話リスト (OVA)
| 話数   | サブタイトル           | 脚本       | 絵コンテ | 演出     | 作画監督 | 原作             |
| ------ | ---------------------- | ---------- | -------- | -------- | -------- | ---------------- |
| FILE.1 | そしてふたりは出会った | 島田満     | 古橋一浩 | 古橋一浩 | 松竹徳幸 | アニメオリジナル |
| FILE.2 | 東京タイフーン・ラリー | 横手美智子 | 古橋一浩 | 古橋一浩 | 松本憲生 |                  |
| FILE.3 | 恋のハイウェイ・スター | 横手美智子 | 古橋一浩 | 古橋一浩 | 松竹徳幸 |                  |
| FILE.4 | on the road, AGAIN     | 横手美智子 | 古橋一浩 | 古橋一浩 | 山田誠   |                  |

## テレビアニメ
放送期間はいずれもキー局のTBSを基準としている。

### 第1期
1996年10月から1997年9月にTBSの土曜夕方5時30分枠にて全51話を放送。ただし、FILE.4まではオリジナルビデオ版を編集したものを放送したためテレビアニメとしての新作は第5話からとなっている。
FILE.1 - FILE.4は、OVAをTV放送の尺に合わせて再編集したものを放送。OVAからテレビアニメへの媒体移行は1990年代以前に多く見られたが、本作ではストーリーと設定が継続しているという前例の無い試みとなった。なお、映像ソフトではテレビ版のFILE.5以降を収録範囲としておりTV放送用に編集されたOVAのエピソードはソフト化されていない。
設定原画及びBGMなどはOVAで製作したものを流用し、葵や徳野、ストライク男などのキャラクターや専用BGMを適宜追加した。冒頭のタイトル、アイキャッチは新規に制作。オリジナルビデオ版、『Special』と共に、原作にある話、エピソードを元ネタとしたストーリーが多数製作され、『SECOND SEASON』以降との大きな違いとなっている。
饅頭などキャラの嗜好、趣味に関する設定などは原作ではなくこのシリーズで原型が造られた物も多いが、本作の脚本を手がけた横手美智子の手により小説版に継承され、小説内では他の側面が語られ拡張されている。
本作のTBSでの放送期間は秋の改編からで、季節描写については警察制服の衣替えで顕著に明示されている。FILE.5以降はOVAのFILE.4から引続いて合服となっており、11月末放送のFILE.9より、FILE.3に基いた冬服に移行し、クリスマスシーズンの直前にクリスマスに関連するエピソードが放送された。その後FILE15より再び合服となったが、この後に1年への放送延長の発表があり、現実の6月の衣替えの際の放送で夏服となった。なお、FILE.48「夏の終わり」の放送以降の9月放送分は再び合服に移行している。そのため、合服での登場回、期間が長い一方、冬服での登場・および冬を舞台にしたエピソードは少ない。
当初、放送期間は半年の予定だったが、好評により1年に延長されることがアフタヌーン他で発表された。半年での放送を前提としていたため、監督のわたなべひろしは最初の半年でかなりの原作ストックを使い、数少ないオリジナルエピソードもボトルショー的な扱いになっている。前半のEDは美幸のウェディングドレス姿のズームバックの後、夏実が仲人のように花束を渡すものであった。後半のEDは一転して警察官としての2人に着目した映像であり、本編も終盤はコンビに焦点が合わされ、美幸と中嶋の恋愛の進展速度が抑制されている。
本放送初期は作画の乱れが生じており、一部は映像ソフト化の際に修正されているが設定画そのままで残された部分もある。また、美幸が風邪声の回が存在したが、同様にリテイクがなされ、バンダイチャンネルなどの動画配信でも修正版のものを使用している。
日常ギャグ中心の本作品の中でFILE41・42の「回れ!! 炎の回転灯」では警察不祥事を扱い、一般市民の警察への不信感が強調され、ギャグが少ないシリアスな雰囲気が漂う。ストーリーが原作から大幅に翻案されることも多い中では、犯人の設定を除き比較的原作に忠実な流れとされ、作品名も同一だが、原作版はアニメ版ほどにはシリアスではない（原作の他の話との比較で述べるなら、原作版もシリアスな部類に属する）。
原作本は青年誌であるために夏実と美幸の乳首つきヌードやアダルト用語の使用が見られる。しかしOVA、並びにその設定を引き継ぎ、かつ夕方の放送を前提に製作された本作ではアダルト描写はあまりない。数少ない例外として12話では原作FILE.51「AV女優は楽しい」をモチーフとした違法なアダルトビデオ（劇中では「カスビデオ」と呼称）の撮影を扱っている。

#### スタッフ (第1期)
- 監督 - わたなべひろし、西村純二
- シリーズ構成 - わたなべひろし(監督交代に伴い、就任)
- ゲストキャラクターデザイン - 松竹徳幸
- 美術監督 - 中村光毅
- 色彩設計 - もちだたけし
- 撮影監督 - 吉田光伸
- 編集 - 坂本雅紀
- 音響ディレクター - 鶴岡陽太
- 音楽 - 岩崎文紀、大谷幸
- プロデューサー - 源生哲雄、福本博之、野口和紀
- 製作・著作 - TBS、講談社 (FILE.21まで製作協力)

#### オープニングテーマ (第1期)
1 - 4話：『100mphの勇気』
作詞 - 横山武 / 作曲 - 小路隆 / 編曲 - 米光亮 / 歌 -Tokyo Police Woman Duo（辻本夏実（玉川紗己子）・小早川美幸（平松晶子））
- 17話では挿入歌として使用。

5 - 25話：『僕であるために』
作詞 - 浜崎貴司 / 作曲・編曲・歌 - FLYING KIDS
26 - 51話：『LOVE SOMEBODY』
作詞 - 横山武 / 作曲・編曲 - H∧L / 歌 - 福井麻利子
- フルスロットル22話では挿入歌として使用。

#### エンディングテーマ (第1期)
後期EDアニメ映像のみデジタルアニメで制作された。
1 - 4話：『ありったけの情熱で』
作詞 - 真名杏樹 / 作曲 - 小路隆 / 編曲 - 米光亮 / 歌 - Tokyo Police Woman Duo（辻本夏実（玉川紗己子）・小早川美幸（平松晶子））
5 - 25話：『Thank you,love』
作詞・歌 - 寺田恵子 / 作曲 - 柿島伸次 / 編曲 - 渡辺格
26 - 51話：『空を見上げて』
作詞・作曲・歌 - 白井貴子 / 編曲 - 白井貴子・River of Dreams

#### 各話リスト (第1期)
| 話数    | サブタイトル                   | 脚本       | 絵コンテ            | 演出         | 作画監督          | 放送日         | 原作              |
| ------- | ------------------------------ | ---------- | ------------------- | ------------ | ----------------- | -------------- | ----------------- |
| FILE.5  | 美しきもの、汝の名は葵         | 横手美智子 | 江上潔              | 江上潔       | 佐々木一浩        | 1996年 11月2日 | FILE.52           |
| FILE.6  | 恐怖の閻魔大王・蟻塚警視正     | 時村尚     | もりたけし          | 則座誠       | 徳田夢之介        | 11月9日        | アニメオリジナル  |
| FILE.7  | 正義の使者? 怪傑ストライク男!  | 隅沢克之   | 日色如夏            | 日色如夏     | 佐々木一浩        | 11月16日       | アニメオリジナル  |
| FILE.8  | ラッキー頼子の大勝負!          | 阪口和久   | 横山広行            | 横山広行     | 村中博美          | 11月23日       | FILE.73           |
| FILE.9  | 恋の迷走 トライアングル?       | 面出明美   | 福本潔              | うえだしげる | 徳田夢之介        | 11月30日       | アニメオリジナル  |
| FILE.10 | 完全無敵の原付おばさん         | 横手美智子 | 江上潔              | 江上潔       | かどともあき      | 12月7日        | FILE.7            |
| FILE.11 | サンタクロース・パニック!      | 面出明美   | 近藤信宏            | 竹下健一     | 青木康浩          | 12月14日       | アニメオリジナル  |
| FILE.12 | 婦人警官になりたーい           | 横手美智子 | 日色如夏            | 日色如夏     | 村中博美          | 12月21日       | FILE.44           |
| FILE.13 | 婦警、湯けむり大騒動！         | 時村尚     | 則座誠              | 則座誠       | 佐々木一浩        | 12月28日       | FILE.32           |
| FILE.14 | 饅頭こわい! 夏実の大江戸大作戦 | 横手美智子 | もりたけし          | うえだしげる | 徳田夢之介        | 1997年 1月4日  | アニメオリジナル  |
| FILE.15 | 勝負! 相模大野千恵ふたたび     | 阪口和久   | 横山広行            | 横山広行     | かどともあき      | 1月11日        | アニメオリジナル  |
| FILE.16 | 謎!? ふたりの中嶋              | 隅沢克之   | 近藤信宏            | うえだしげる | 中谷誠一          | 1月18日        | FILE.59 & FILE.60 |
| FILE.17 | 20才のあの娘はお母さん         | 面出明美   | 日色如夏            | 日色如夏     | 徳田夢之介        | 1月25日        | FILE.66           |
| FILE.18 | 遊撃! ストライク少女隊         | 隅沢克之   | 江上潔              | 江上潔       | 佐々木一浩        | 2月1日         | FILE.71 & FILE.43 |
| FILE.19 | 夢のかけら、伝説のチューナー   | 時村尚     | 近藤信宏 渡辺ひろし | 竹下健一     | 青木康浩          | 2月8日         | FILE.68           |
| FILE.20 | 戦え! 交通戦隊オービスリー     | 阪口和久   | 地井たけぞう        | 則座誠       | かどともあき      | 2月15日        | アニメオリジナル  |
| FILE.21 | 銀行強盗対策マニュアル         | 横手美智子 | 近藤信宏            | 横山広行     | 吉本拓二          | 2月22日        | アニメオリジナル  |
| FILE.22 | 二階堂頼子の休日               | 横手美智子 | 渡辺浩              | 則座誠       | 佐々木一浩        | 3月1日         | アニメオリジナル  |
| FILE.23 | ヴァージンロードに花が咲く     | 時村尚     | 近藤信宏            | うえだしげる | かどともあき      | 3月8日         | FILE.72           |
| FILE.24 | 葵ちゃんは白い薔薇             | 時村尚     | 垂永士              | 日色如夏     | 徳田夢之介        | 3月15日        | アニメオリジナル  |
| FILE.25 | ストライク男走る走る           | 阪口和久   | 近藤信宏            | 杉島邦久     | 江原仁            | 3月22日        | アニメオリジナル  |
| FILE.26 | 赤いドレスに危険なナイフ       | 面出明美   | 小華和ためお        | 則座誠       | 吉本拓二          | 4月5日         | アニメオリジナル  |
| FILE.27 | 教習所レッスンABC              | 時村尚     | 近藤信宏            | 横山広行     | 佐々木一浩        | 4月12日        | FILE.54           |
| FILE.28 | 怪盗704号を追いつめろ          | 渡辺桂子   | 小華和ためお        | 菱川直樹     | かどともあき      | 4月19日        | FILE.21           |
| FILE.29 | ライバル出現・暁のレース       | 面出明美   | もりたけし          | 則座誠       | 徳田夢之介 江原仁 | 4月26日        | アニメオリジナル  |
| FILE.30 | いとしのリコちゃんよ永遠に     | 横手美智子 | 渡辺純央            | 日色如夏     | 吉本拓二          | 5月3日         | アニメオリジナル  |
| FILE.31 | マイナス40度の決闘             | 植田浩二   | 西村純二            | 守岡博       | 佐藤和己          | 5月10日        | アニメオリジナル  |
| FILE.32 | 発進! 夏実のスーパーマシン     | 山口亮太   | 清水明              | 清水明       | 小島正士          | 5月17日        | アニメオリジナル  |
| FILE.33 | キャ〜！ アイドル包囲網        | 十川誠志   | 垂永士              | 垂永士       | 佐々木一浩        | 5月24日        | アニメオリジナル  |
| FILE.34 | 地上250メートルの休暇          | 十川誠志   | 西村純二            | 横山広行     | かどともあき      | 5月31日        | アニメオリジナル  |
| FILE.35 | 地上250メートルの友情          | 十川誠志   | 西村純二            | 守岡博       | 佐藤和己          | 6月7日         | アニメオリジナル  |
| FILE.36 | 迷子になった子猫ちゃん         | 渡辺桂子   | 竹下健一            | 竹下健一     | 小島正士          | 6月14日        | アニメオリジナル  |
| FILE.37 | 特急山手線事件                 | 隅沢克之   | 渡辺純央            | 日色如夏     | 吉本拓二          | 6月21日        | アニメオリジナル  |
| FILE.38 | その男、東海林将司             | 横手美智子 | 西村純二            | 清水明       | かどともあき      | 6月28日        | アニメオリジナル  |
| FILE.39 | 嗚呼! 青春のビーチバレー男     | 植田浩二   | もりたけし          | 横山広行     | 中嶋敦子          | 7月5日         | FILE.65           |
| FILE.40 | 危険なデート2×3                | 面出明美   | 渡辺純央            | 則座誠       | 数井浩子 斎藤哲人 | 7月12日        | FILE.39           |
| FILE.41 | 廻れ! 炎の回転灯【前編】       | 十川誠志   | 西村純二            | 守岡博       | 佐藤和己          | 7月19日        | FILE.69 & FILE.70 |
| FILE.42 | 廻れ! 炎の回転灯【後編】       | 十川誠志   | 四阿蔵志            | 日色如夏     | 水口桂            | 7月26日        | FILE.69 & FILE.70 |
| FILE.43 | 墨東署スキャンダル             | 十川誠志   | 西村純二            | 横山広行     | 吉本拓二          | 8月2日         | アニメオリジナル  |
| FILE.44 | 墨東百物語                     | 山口亮太   | もりたけし          | 清水明       | 小島正士          | 8月9日         | アニメオリジナル  |
| FILE.45 | 夏の日…夕暮れのふたり          | 面出明美   | 西村純二            | 則座誠       | かどともあき      | 8月16日        | アニメオリジナル  |
| FILE.46 | 東海林奮闘す!                  | 横手美智子 | 四阿蔵志            | 守岡博       | 佐藤和己          | 8月23日        | アニメオリジナル  |
| FILE.47 | タイム・リミット               | 植田浩二   | 白旗伸朗            | 清水明       | 佐々木一浩        | 8月30日        | アニメオリジナル  |
| FILE.48 | 夏の終わり                     | 横手美智子 | 西村純二            | 横山広行     | 斎藤哲人          | 9月6日         | アニメオリジナル  |
| FILE.49 | 墨東署捜査線木下かおる子着任   | 面出明美   | 渡辺純央            | 則座誠       | 吉本拓二          | 9月13日        | アニメオリジナル  |
| FILE.50 | 墨東署捜査線それぞれの明日     | 山口亮太   | 四阿蔵志            | 清水明       | 小島正士          | 9月20日        | アニメオリジナル  |
| FILE.51 | 墨東署捜査線ベスト・パートナー | 時村尚     | 西村純二            | 守岡博       | 佐藤和己          | 9月27日        | アニメオリジナル  |

#### 放送局 (第1期)
| 放送地域   | 放送局             | 放送期間                      | 放送日時              | 放送系列 | 備考       |
| ---------- | ------------------ | ----------------------------- | --------------------- | -------- | ---------- |
| 関東広域圏 | 東京放送           | 1996年10月5日 - 1997年9月27日 | 土曜 17:30 - 18:00    | TBS系列  | 製作局     |
| 愛媛県     | あいテレビ         | 1996年10月5日 - 1997年9月27日 | 土曜 17:30 - 18:00    | TBS系列  | 同時ネット |
| 福島県     | テレビユー福島     | 1996年10月 - 1997年9月        | 火曜 0:30 - 1:00      | TBS系列  |            |
| 富山県     | チューリップテレビ | 1996年10月6日 - 1997年10月5日 | 日曜 6:00 - 6:30      | TBS系列  | [ 12 ]     |
| 長野県     | 信越放送           | 1996年10月 - 1997年9月        | 水曜 1:05 - 1:35      | TBS系列  |            |
| 静岡県     | 静岡放送           | 1996年10月 - 1997年9月        | 水曜 1:35 - 2:05      | TBS系列  |            |
| 中京広域圏 | 中部日本放送       | 1996年10月 - 1997年9月        | 木曜 1:35 - 2:05      | TBS系列  |            |
| 近畿広域圏 | 毎日放送           | 1996年10月 - 1997年9月        | 火曜 2:50 - 3:20      | TBS系列  |            |
| 長崎県     | 長崎放送           | 不明                          | 土曜 6:00 - 6:30      | TBS系列  |            |
| 日本全域   | TBSチャンネル      | 2007年11月16日 - 12月21日     | 月 - 金曜 6:00 - 7:00 | CS放送   |            |

### Special
『逮捕しちゃうぞ Special』として1999年3月から4月に『ワンダフル』内の短編アニメとして放送。全21話。『ワンダフル』未ネットの毎日放送では、1999年5月15日から5月29日に『アニメシャワー』枠内で放送された。監督のコメントで原作初期のテイストを強く出すとしており、他のシリーズとの時系列は曖昧にされている。
デジタル化の過渡期のためセル画とデジタル画が混在して制作された回も見られた。
FILE.1.1‐5.4は他シリーズとは異なり、1話当たり約7分くらいの短編であり長編中心の1stシーズンでは描かなかった原作初期の短編のアニメ化となっている。またアニメオリジナルの幼稚園児が出番がないなど深夜放送のためアダルト要素が強い。FILE.6「渚の交通誘導」は、TBSではこの年の春休みのアニメ再放送枠での通常通りの30分枠で放送された。

#### スタッフ (Special)
- 監督 - 西村純二
- ゲストキャラクターデザイン - 外崎春雄 (FILE.6は担当無し)
- 美術監督 - 加藤浩、 松宮正純(FILE.6のみ/美術ボードは前シリーズ美術監督担当の、中村光毅)
- 色彩設計 - 松本真司 、もちだたけし(FILE.6のみ)
- 撮影監督 - 吉田光伸
- 編集 - 森田清次(FILE.6は担当無し)
- 音響監督 - 鶴岡陽太
- サウンドデザイン - 山田稔（eNa）(FILE.6は担当無し)
- 音楽 - 岩﨑文紀、大谷幸
- プロデューサー - 落合芳行、源生哲雄、野口和紀(FILE.6のみ)、松本健(FILE.6のみ)
- アニメーション製作協力 -  J.C.STAFF (FILE.6のみ)
- 製作協力 - バンダイビジュアル、スタジオディーン
- 製作・著作 - TBS

#### オープニングテーマ (Special)
『BRAND NEW DAY』
作詞 - まつざきゆうこ / 作曲・編曲 - 原一博 / 歌 - 福井麻利子

#### エンディングテーマ (Special)
『Yell 〜あなたの隣で〜』
作詞・作曲 - 沢田聖子 / 編曲 - 上杉洋 / 歌 - emiko
(FILE.6のみ、前シリーズのOP・EDを引き継いでいた。)

#### 各話リスト (Special)
作中にはサブタイトルの話数表示はないため、本稿ではDVDに基づく。
| 話数     | サブタイトル                   | 脚本       | 絵コンテ     | 演出     | 作画監督 | 原作             |
| -------- | ------------------------------ | ---------- | ------------ | -------- | -------- | ---------------- |
| FILE.1.1 | 違反切符は破らないで!          | 西村純二   | 西村純二     | 横山広行 | 外崎春雄 | FILE.2           |
| FILE.1.2 | きっぱりと交通安全講習会       | 植田浩二   | 横田和       | 横山広行 | 外崎春雄 | FILE.10          |
| FILE.1.3 | とんで火にいる                 | 植田浩二   | ボブ白旗     | 横山広行 | 笠原彰   | FILE.5           |
| FILE.1.4 | 悩殺・マウスtoマウス           | 西村純二   | 井硲清高     | 横山広行 | 外崎春雄 | アニメオリジナル |
| FILE.2.1 | シルキー・パンティ・コレクター | 横手美智子 | 横田和       | 清水明   | 畑良子   | FILE.57          |
| FILE.2.2 | 天使をつかまえろ               | 冨岡淳広   | ボブ白旗     | 清水明   | 畑良子   | FILE.11          |
| FILE.2.3 | ホラーナイト                   | 植田浩二   | 松下ユキヒロ | 清水明   | 高橋和徳 | FILE.24          |
| FILE.2.4 | きわどいのがお好き             | 横手美智子 | 近藤信宏     | 清水明   | 高橋和徳 | FILE.40          |
| FILE.3.1 | 見つめてあげたい               | 植田浩二   | 近藤信宏     | 則座誠   | 河南正昭 | アニメオリジナル |
| FILE.3.2 | チューンナップレストラン       | 冨岡淳広   | 井硲清高     | 則座誠   | 河南正昭 | FILE.28          |
| FILE.3.3 | 華麗なる対決                   | 冨岡淳広   | 西村純二     | 則座誠   | 河南正昭 | アニメオリジナル |
| FILE.3.4 | 戦うショルダーバック           | 植田浩二   | 川瀬敏文     | 牛草健   | 服部憲知 | アニメオリジナル |
| FILE.4.1 | 天国がくれた一万円             | 植田浩二   | 松下ユキヒロ | 則座誠   | 河南正昭 | アニメオリジナル |
| FILE.4.2 | 怪奇! 裸女が漂うトンネル       | 冨岡淳広   | 近藤信宏     | 越智浩仁 | 井上哲   | アニメオリジナル |
| FILE.4.3 | コンクリートで抱きしめて       | 植田浩二   | ボブ白旗     | 越智浩仁 | 笠原彰   | アニメオリジナル |
| FILE.4.4 | 春の夜の夢                     | 冨岡淳広   | 越智浩仁     | 越智浩仁 | 井上哲   | アニメオリジナル |
| FILE.5.1 | コンビニパニック               | 西村純二   | 松下ユキヒロ | 清水明   | 高橋和徳 | アニメオリジナル |
| FILE.5.2 | 炎のシルバーチェイサー         | 植田浩二   | 井硲清高     | 清水明   | 高橋和徳 | FILE.22          |
| FILE.5.3 | この胸のときめきを             | 植田浩二   | 横田和       | 横山広行 | 外崎春雄 | アニメオリジナル |
| FILE.5.4 | アクションしちゃうぞ           | 冨岡淳広   | 西村純二     | 横山広行 | 外崎春雄 | アニメオリジナル |
| FILE.6   | 渚の交通誘導                   | 植田浩二   | 山口武志     | 山口武志 | 箕輪悟   | FILE.23          |

### 第2期
『逮捕しちゃうぞ SECOND SEASON』として2001年4月から9月に放送。全26話。本シリーズではTBSに加えて、系列局のMBSとCBCの3局共同製作となっている。
キャラクターデザインは線が少なく制服などの色指定もよりカラフルなものに変更され、『Special』までのセル画制作から全編デジタル制作へと移行した。準レギュラーの出演、BGMの流用、過去作の出来事の影響を反映した描写も多く、第1期からのストーリー上の継続性は徹底されている。主要スタッフもOVAや『Special』から関わっている者が引き続き本作にも参加した。
本作より、テレビアニメでも美幸の目の色が青→紫、夏実の目の色が紫→緑に変更された。
他シリーズのオープニングが日常の印象的場面、あるいはイベントの一部を切り取ったような描写であるのに対して、本作のオープニングはほぼ全編がキャラクターの心象風景を描いたものとなっており、歌詞とその場面の映像、オープニング全体の流れと本編での主要キャラの心情変化に相関が見られる。
本作はFILE.1での桜など、季節描写が視聴者に明瞭に分かるようになっており、終盤を除いてTBS放送時の現実の季節変化とリンクしていた（警察の夏服への衣替えは6月放送分から）。
本作で登場する墨東大橋は現実における駒形橋と同一の座標に位置している。
本作では描写ミスと思しき場面が一部あり、墨東署の外見が3階建てで描かれる、FILE.1では橋の北側の墨堤通りを北上しながら暴走車の追跡を行っていたが、その後「北進」を続ける暴走車を墨東大橋前の交差点で包囲しようとしているなど矛盾した描写となっている。
FILE.11、FILE.12で登場した災害救助ロボットT-5はテムザックが災害救助や工事用の汎用ロボットのコンセプトモデルとして実際に製作したものであり、パシフィコ横浜で開催された「ROBODEX 2000」でプロトタイプのデモンストレーションが行われている。作中で一般人が携帯電話やPHSに関して会話する場面が挿入されているが、T-5はPHSの電波が届かない状況を想定して、無線LANによる操縦系も開発されている。当時は2001年より販売する予定だったが、腕の把持能力などが実証されておらず、同社は今後用途に応じて開発する旨を表明していた。作中では科学捜査研究所が警察仕様の開発過程に5年間タッチしかなりの予算がつぎ込まれたことになっており、実機で問題となったアームの持ち上げ能力が飛躍的に強化され、キャタピラも大型化している。

#### スタッフ (第2期)
- 監督 - 河本昇悟
- シリーズ構成 - 横手美智子
- 美術監督 - 阿久津美千代
- 色彩設計 - もちだたけし
- 撮影監督 - 近藤慎与
- 編集 - 坂本雅紀
- 音響監督 - 鶴岡陽太
- サウンドデザイン - 山田稔（eNa）
- 音楽 - 大谷幸、岩崎文紀
- プロデューサー - 河野聡、野口和紀
- 製作 - TBS、逮捕しちゃうぞ製作委員会（MBS・CBCなど）

#### オープニングテーマ (第2期)
『Starting UP』
作詞・歌 - 松田樹利亜 / 作曲 - 原一博 / 編曲 - 渡辺未来

#### エンディングテーマ (第2期)
『Blooming Days』
作詞・作曲・編曲・歌 - 白井貴子

#### 各話リスト (第2期)
| 話数    | サブタイトル                   | 脚本       | 絵コンテ | 演出     | 作画監督                   | 放送日        |
| ------- | ------------------------------ | ---------- | -------- | -------- | -------------------------- | ------------- |
| FILE.1  | 墨東署交通課に配属を命ず       | 横手美智子 | 河本昇悟 | 清水明   | 中嶋敦子                   | 2001年 4月7日 |
| FILE.2  | 合コン勝利の方程式             | 山口亮太   | 近藤信宏 | 吉田俊司 | 佐藤和己                   | 4月14日       |
| FILE.3  | 東京野獣捜査線                 | 田中哲生   | 佐藤照雄 | 佐藤照雄 | 河南正昭                   | 4月21日       |
| FILE.4  | サイバーポリス24時             | 玉井豪     | 近藤信宏 | 浅川智裕 | 渡辺伸弘                   | 4月28日       |
| FILE.5  | 幽霊窃盗団を追え！             | 面出明美   | 斎藤哲人 | 則座誠   | 斎藤哲人                   | 5月5日        |
| FILE.6  | スクープ! 恋の大暴走           | 佐藤卓哉   | 近藤信宏 | 清水明   | ふかざわまなぶ             | 5月12日       |
| FILE.7  | 帰ってきたストライク男！       | 田中哲生   | 吉田俊司 | 吉田俊司 | 斉木タロヲ                 | 5月19日       |
| FILE.8  | 回れ二人のコーヒーカップ       | 面出明美   | 佐藤照雄 | 佐藤照雄 | 河南正昭                   | 5月26日       |
| FILE.9  | 女の戦い! ライバル再び!!       | 山口亮太   | 吉田俊司 | 浅川智裕 | 渡辺伸弘                   | 6月2日        |
| FILE.10 | 絆のために                     | 横手美智子 | 河本昇悟 | 則座誠   | 徳田夢之介                 | 6月9日        |
| FILE.11 | 墨東線大パニック! 前編         | 田中哲生   | 近藤信宏 | 清水明   | ふかざわまなぶ             | 6月16日       |
| FILE.12 | 墨東線大パニック! 後編         | 田中哲生   | 近藤信宏 | 吉田俊司 | 斉木タロヲ                 | 6月23日       |
| FILE.13 | ニセ警官VSなりきり女刑事！     | 玉井☆豪    | 吉田俊司 | 佐藤照雄 | 河南正昭                   | 6月30日       |
| FILE.14 | セ・シヴォン・揺れる恋心       | 佐藤卓哉   | 近藤信宏 | 浅川智裕 | 渡辺伸弘                   | 7月7日        |
| FILE.15 | 思い出は鮮やかに               | 面出明美   | 佐藤照雄 | 則座誠   | 徳田夢之介                 | 7月14日       |
| FILE.16 | 正しいメル友の作り方（^<>^：） | 山口亮太   | 加藤敏幸 | 清水明   | 波風立流                   | 7月21日       |
| FILE.17 | 真夏の夜の呪い                 | 玉井☆豪    | 吉田俊司 | 吉田俊司 | ふかざわまなぶ             | 7月28日       |
| FILE.18 | ケーキとステーキ運命の選択!    | 玉井☆豪    | 近藤信宏 | 佐藤照雄 | 森本浩文                   | 8月4日        |
| FILE.19 | ゆれる想い                     | 面出明美   | 河本昇悟 | 浅川智裕 | 渡辺伸弘                   | 8月11日       |
| FILE.20 | すれ違いの停車場               | 佐藤卓哉   | 吉田俊司 | 則座誠   | 斉木タロヲ                 | 8月18日       |
| FILE.21 | 男、中嶋 やせがまん            | 田中哲生   | 近藤信宏 | 清水明   | 徳田夢之介                 | 8月25日       |
| FILE.22 | コンビ解消!?                   | 面出明美   | 吉田俊司 | 吉田俊司 | 波風立流                   | 9月1日        |
| FILE.23 | 墨東署ベストパートナー         | 面出明美   | 近藤信宏 | 佐藤照雄 | 斉木タロヲ                 | 9月8日        |
| FILE.24 | それぞれの道                   | 佐藤卓哉   | 河本昇悟 | 浅川智裕 | 渡辺伸弘                   | 9月15日       |
| FILE.25 | 明日に架ける橋                 | 面出明美   | 河本昇悟 | 吉田俊司 | 徳田夢之介                 | 9月22日       |
| FILE.26 | 温泉・浴衣・告白               | 玉井☆豪    | 近藤信宏 | 清水明   | 中嶋敦子 小島正士 斉藤哲人 | 9月29日       |

#### 放送局 (第2期)
地上波ネット局の放送時間は2001年7月中旬 - 8月上旬時点。
| 放送地域   | 放送局             | 放送期間                 | 放送日時                     | 放送系列 | 備考             |
| ---------- | ------------------ | ------------------------ | ---------------------------- | -------- | ---------------- |
| 関東広域圏 | 東京放送           | 2001年4月7日 - 9月29日   | 土曜 17:30 - 18:00           | TBS系列  | 製作局           |
| 近畿広域圏 | 毎日放送           | 2001年4月7日 - 9月29日   | 土曜 17:30 - 18:00           | TBS系列  | 製作委員会参加   |
| 北海道     | 北海道放送         | 2001年4月14日 - 10月6日  | 土曜 17:00 - 17:30           | TBS系列  |                  |
| 石川県     | 北陸放送           | 2001年4月15日 - 10月7日  | 日曜 6:00 - 6:30             | TBS系列  |                  |
| 福島県     | テレビユー福島     | 2001年4月19日 - 10月11日 | 木曜 0:50 - 1:20（水曜深夜） | TBS系列  |                  |
| 中京広域圏 | 中部日本放送       | 2001年4月19日 - 10月11日 | 金曜 2:25 - 2:55（木曜深夜） | TBS系列  | 製作委員会参加   |
| 静岡県     | 静岡放送           | 2001年4月21日 - 10月13日 | 土曜 2:35 - 3:05（金曜深夜） | TBS系列  |                  |
| 日本全域   | キッズステーション | 2004年4月1日 - 9月23日   | 木曜 24:00 - 24:30           | CS放送   | リピート放送あり |
| 日本全域   | TBSチャンネル      |                          |                              | CS放送   | リピート放送あり |

### テレビスペシャル
『YOU'RE UNDER ARREST 〜逮捕しちゃうぞ〜』として2002年3月、『TBS春休みアニメフェスタ』内で放送されたスペシャルアニメ。30分。
夏実と美幸がアメリカの警察署に出向したという設定で、そこの警官たちはなぜか墨東署の面々と瓜2つ。

#### スタッフ (テレビスペシャル)
- 監督・絵コンテ - 河本昇悟
- 脚本 - 玉井☆豪
- 演出 - 古川政美
- 美術監督 - 坂本信人
- 音響監督 - 鶴岡陽太
- サウンドデザイン - 山田稔（eNa）
- 音楽 - 大谷幸、岩崎文紀（クレジット表記なし）
- 製作 - TBS、逮捕しちゃうぞ製作委員会

#### オープニングテーマ
『Special Day』
作詞 - まつざきゆうこ / 作曲 - Little Voice / 編曲 - 山下勇太 / 歌 - Tokyo Police Woman Duo（辻本夏実（玉川紗己子）・小早川美幸（平松晶子））

#### エンディングテーマ
『Promise』
作詞 - 横山武 / 作曲 - Little Voice / 編曲 - N∧T / 歌 - 福井麻利子

#### キャスト
主人公の二人を除く。
- 課長：政宗一成
- ケイン（中嶋剣にそっくり）：島田敏
- リコ（二階堂頼子にそっくり）：小桜エツ子
- アオイ（葵双葉にそっくり）：松本梨香
- ショウ（東海林将司にそっくり）：関智一
- サリー（佐賀沙織にそっくり）：飯塚雅弓

### 第3期
『逮捕しちゃうぞ フルスロットル』として2007年10月から2008年3月に放送。全23話 + 特別編1話。本作では過去作品と比較して変更された点が多く見受けられる。

#### スタッフ・演出の変更
スタッフは主要キャスト、キャラクターデザイン・メカニックデザイン・サウンドデザイン（音響効果）・宣伝プロデューサー・制作会社を除いてほぼ一新された。『the MOVIE』を除き第2期まで継続して使用されたBGMが一新され、劇中で多数の挿入歌（おおむね挿入した回につき1曲）が使用されている。
キャラクターデザインは第2期でのコミカルで線を省略したものから一転して、線の多い劇画調のタッチに変化した。第1期や第2期に比べて、目が点になるなどのギャグ要素的な顔を崩した描写はない。

#### 登場人物・時系列などの変更
第2期終盤で警視庁の特殊部隊に転属した夏実がいつ墨東署に戻って自衛隊に出向したのか、美幸がいつアメリカに派遣されたのかが語られておらず、第2期まで一部描写されていた年齢設定も本作では描写されていない。
シリーズ単体での時間の流れは第1期・第2期でも比較的はっきりしていたが、本作では回を重ねるごとにモブキャラなどの私服に半袖が増えた末、墨東署では第12話より夏制服に衣替えしており、春から夏に向かっている。
夏実が遅刻癖を直し、定時に出勤して来る姿が描かれる、怪談話を聞かされた時の美幸の驚き方が、過去のシリーズに比べてそれほど大げさなものではなくなるなど、登場人物の内面にも時間の経過による変化が見られた。
第1話で佐賀沙織は転属したことが語られ、第18話で登場、異動先が城北署サイバー犯罪対策室であることが明らかになった。美幸と夏実が墨東署に復帰したことは二人（や周囲）が沙織に伝え忘れていた。なお、既述のように第2期以降は担当声優が変更になっているが、第2期での初登場の際には墨東署の面々にキャラの特徴が変わっていると受け取られたのに対し、本作18話で墨東署の面々と再会した際には会話の流れは互いに変わりが無いというものであった。
第1期・第2期で登場していた準レギュラーは、事実上ゲストキャラ扱いになっている。また、一部の準レギュラーは、本作では一度も登場することはなかった。
第22話で大丸と瀬奈が登場。瀬奈は、大丸のことを第2期までは「大丸さん」と敬称で呼んでいたが、『フルスロットル』では、「大ちゃん」と愛称で呼ぶようになっている。

#### 建物・メカ・小道具などの変更
夏実・美幸が住んでいる住居が第2期までの丸型のマンションではなく、通常街中で多く見かける角型のマンションになっている。夏実が自衛隊、美幸がアメリカにいた時期は重なっておりマンションには誰も居住していなかった筈だが、復帰早々普段通り帰宅しており部屋自体は以前から確保されていた模様。引越しなどの詳細な経緯不明。
それまでのシリーズで1階にあった受付が交通課の入口前に移動している。
警官達の制服、警察全般の映像面の描写は毎回実物を一部簡略化して設定が起こされる。省略される部分はシリーズごとに異なるが、本シリーズは初めて女性警官の白編み警笛ひもが省略され、スカートのプリーツは『the MOVIE』以来二度目の復活。ネクタイなど服飾の色指定は実物に近いやや暗めのものとなった（制帽とワッペンは多くのシリーズ同様省略）。なお、夏制服でもベストを着ている女性警官が増えた。制服では無いが、OVA以来登場していた美幸の作業用ツナギがオレンジ色の物に変わっている。
2002年の警察手帳のデザイン変更、2004年にあった制服などの変更（階級章への識別章追加）や、2006年頃より警視庁で採用され始めた警邏用パトカーのデザイン変更が反映されている。
第2話では美幸が私用で車を運転していたが、車種は第2期まで美幸の私用車として登場していたブルーのトヨタS800ではなく、ピンクのヴィッツだった。しかし、第18話では美幸はトヨタS800を運転し、頼子が同色のヴィッツを運転していた。ヴィッツについて所有者などの経緯は不明。
オリジナル設定として、S180系クラウンパトカーが登場している。

#### スタッフ (第3期)
- 監督 - 大畑晃一
- シリーズ構成 - 高橋ナツコ
- プロップデザイン - 宮脇謙史、森下昇吾、岡戸智凱
- 美術監督 - 池田繁美
- 色彩設計 - 松本真司
- 撮影監督 - 川口正幸
- 編集 - 松村正宏
- 音響監督 - はたしょうじ
- サウンドデザイン - 山田稔（eNa）
- 音楽 - 深澤秀行、西田マサラ
- プロデューサー - 田中豪、仲吉治人、針生雅行、飯嶋浩次、松永裕一
- 製作協力 - バンダイビジュアル、講談社、スタジオディーン、ムービック
- 製作 - 墨東署交通課、TBS

#### オープニングテーマ
『マイティー・バディ』
作詞・歌 - AA・CHINO / 作曲 - 永野椎菜 (TWO-MIX) / 編曲 - 鈴木Daichi秀行

#### エンディングテーマ
『1/2 (はんぶん)』
作詞・作曲・歌 - 石川智晶 / 編曲 - 西田マサラ

#### 墨東署署員 (レギュラー以外)
- 1話 白バイ隊員：大原崇
- 3話 婦人警官：早坂愛、高本めぐみ
- 4話 女性警官：後藤麻衣
- 5話 鑑識：小林和矢
- 6話 女性警官：庄司宇芽香、ゆりん
- 8話 少年課職員：越田直樹
- 11話 ねがねばし：寺島拓篤、鮫島：越田直樹、女性警官：タルタエリ、あきやまかおる
- 11話 ねがねばし：寺島拓篤、鮫島：安元洋貴、女性警官：早坂愛、刑事：飯田浩志、ふくまつ進紗
- 17話 女性警官（金子留理子）：小野涼子

#### ゲスト出演
第1話
- ランディ：渡辺久美子
- 男1：伊丸岡篤、安元洋貴
- 女性隊員：松山由紀子
- 女性：大浦冬華
- 女子アナ：早坂愛
- 男性隊員：園部好德

第2話
- ランディ：渡辺久美子
- 伊狩寅之助：秋元羊介
- 秘書：楠見尚己
- 弁護士：千葉進歩
- ランディの母：中尾衣里
- 店員：早坂愛

第3話
- コンドルタイガー：江川大輔
- 黄金屋の娘：藤村歩
- 黄金屋の主人：佐々木大輔
- 男：中村悠一、寺島拓篤

第4話
- ユカリ：喜多村英梨
- オペレーター：松山由紀子
- 男：大原崇

第5話
- 車上荒らしの男：広瀬正志
- 母親：柚木涼香
- 雄太：あおきさやか
- 店主：川原慶久
- おばあさん：松島栄利子

第6話
- 宇多村慎之助：立木文彦
- 宇多村の妻：滝沢久美子
- 男：寺島拓篤、大原崇

第7話
- タクシー男：高木渉
- シート男：中村悠一
- 女性客：水沢史絵
- 運転手：川原慶久
- 男：大原崇

第8話
- 走子：こじまかずこ
- 走子の祖母：沢田敏子
- おばさん：織田芙実

第9話
- 占い師：折笠愛
- 矢野：高城元気
- 内田：代永翼
- 先生：寺島拓篤
- 女生徒：早坂愛
- 男：安元洋貴

第10話
- ドクター・スー：成田剣
- 職員：うえだゆうじ
- 研究員：草尾毅
- 作業員：川原慶久
- 係員：越田直樹
- アナウンス：阿久津加菜

第11話
- 運転手：川原慶久

第13話
- 店長：高木渉
- 店員：中村悠一

第14話
- 飼い主：鍋井まき子
- レポーター：田代有紀
- 男：野島裕史、寺島拓篤、安元洋貴

第15話
- 監督：関俊彦

第16話
- 一輝：水沢史絵
- 修二：あおきさやか
- サユリ：愛衣

第17話
- スパイダー：谷山紀章

第18話
- 少年：吉野裕行、寺島拓篤、代永翼
- 店長：ふくまつ進紗

第20話
- 少女：植田佳奈
- 須藤：岡本信彦
- 母親：鍋井まき子

第23話
- スリ：石田彰

第24話
- 高野かおり：戸松遥
- 藤枝さくら：花澤香菜
- ランディ：渡辺久美子

#### 各話リスト (第3期)
第24話はDVDオリジナル。キッズステーションでも2009年7月4日に放送された。
| 話数 | サブタイトル           | 脚本         | 絵コンテ            | 演出              | 作画監督                                                          | メカ作監                                  | 放送日時       |
| ---- | ---------------------- | ------------ | ------------------- | ----------------- | ----------------------------------------------------------------- | ----------------------------------------- | -------------- |
| 1    | 激走のプロローグ       | 高橋ナツコ   | 大畑晃一 住吉亜蘭   | 吉田俊司 則座誠   | 森本浩文、亀谷響子 鈴木彩子、小谷杏子 清水貴子、清水祐実 山崎輝彦 | 小原渉平 岡戸智凱 小松英司                | 2007年 10月4日 |
| 2    | 小さなサムライ         | 高橋ナツコ   | 大橋誉志光 大畑晃一 | 筑紫大介          | 小谷杏子                                                          | 小原渉平 岡戸智凱 小松英司                | 10月11日       |
| 3    | 豪腕! 駐禁レスラー     | 高橋ナツコ   | 康村諒              | 内山まな          | 服部憲知                                                          | 岡戸智凱                                  | 10月18日       |
| 4    | 墨東署スネークパニック | 山口伸明     | 伴山人              | 小坂春女          | 奈良岡光                                                          | 才木康寛                                  | 10月25日       |
| 5    | カーロック・ベイビー   | ときたひろこ | もりたけし          | 浅見松雄          | 山崎輝彦、杉本光司                                                | 飯塚正則                                  | 11月1日        |
| 6    | 葵ちゃん漢になる!?     | 柿原優子     | 池田重隆            | 池田重隆          | 森木浩文                                                          | 小原渉平                                  | 11月8日        |
| 7    | 謎のタクシーを追え!!   | 平見瞠       | 大畑晃一            | 吉田俊司          | 清水祐実                                                          | 才木康寛 小原渉平                         | 11月15日       |
| 8    | 課長と少女とピクニック | 吉田玲子     | 小坂春女            | 則座誠            | 鈴木彩子、森本浩文                                                | 岡戸智凱                                  | 11月22日       |
| 9    | 二階堂頼子はお年頃     | 柿原優子     | 伴山人              | 筑紫大介          | 亀谷響子、森本浩文 服部憲知                                       | 才木康寛                                  | 11月29日       |
| 10   | 夏実ロボットになる?    | 高橋ナツコ   | 大畑晃一            | まつもとよしひさ  | 杉本光司                                                          | 菊池政芳                                  | 12月6日        |
| 11   | 世界で一番大事な君へ   | 山口伸明     | 小坂春女            | 小坂春女          | 服部憲知、山崎輝彦                                                | そえだかずひろ                            | 12月13日       |
| 12   | 対決! 刑事課VS交通課   | ときたひろこ | 鈴木芳成            | 内山まな 則座誠   | 森本浩文                                                          | 小原渉平                                  | 12月20日       |
| 13   | 呪いのゴミ工場         | 山口伸明     | 大畑晃一            | 吉田俊司          | 小谷杏子、森本浩文                                                | 岡戸智凱                                  | 2008年 1月10日 |
| 14   | 二千人の容疑者         | 本田雅也     | もりたけし          | 筑紫大介 小坂春女 | 鈴木彩子、山崎輝彦                                                | 才木康寛 岡戸智凱                         | 1月17日        |
| 15   | 激撮! 墨東署24時       | 山口伸明     | 大畑晃一            | まつもとよしひさ  | 杉本光司                                                          | 菊池政芳                                  | 1月24日        |
| 16   | サルとキノコと時限爆弾 | 加藤陽一     | 伴山人              | 小坂春女          | 服部憲知                                                          | 小原渉平                                  | 1月31日        |
| 17   | 夢の中までぶっとばせ!  | 加藤陽一     | もりたけし          | 則座誠            | 山崎輝彦、森木浩文                                                | 岡戸智凱                                  | 2月7日         |
| 18   | ビーチサイド ラン      | 柿原優子     | 後藤圭二            | 内山まな          | 森木浩文                                                          | 才木康寛 岡戸智凱                         | 2月14日        |
| 19   | ゆずれない絆           | 本田雅也     | 新留俊哉            | 吉田俊司          | 服部憲知、小野和寛                                                | 小原渉平 岡戸智凱                         | 2月28日        |
| 20   | 墨東純情忌憚           | ときたひろこ | 大畑晃一 小坂春女   | まつもとよしひさ  | 杉本光司                                                          | 菊池政芳                                  | 3月6日         |
| 21   | 追撃! レッドファントム | 高橋ナツコ   | 名村英敏            | 小坂春女          | 山崎輝彦、鈴木彩子                                                | 小原渉平 岡戸智凱 才木康寛 そえだかずひろ | 3月13日        |
| 22   | 運命のフルスロットル   | 高橋ナツコ   | 大畑晃一            | 則座誠            | 森本浩文                                                          | 小原渉平 岡戸智凱 そえだかずひろ          | 3月20日        |
| 23   | 逮捕しちゃうもん       | 山口伸明     | もりたけし          | 筑紫大介 内山まな | 山崎輝彦、服部憲知                                                | 小原渉平 岡戸智凱                         | 3月27日        |
| 24   | わたしたちの居る場所   | 柿原優子     | 大畑晃一            | 小坂春女          | 森本浩文、服部憲知                                                | -                                         | -              |

#### 放送局 (第3期)
地上波での放送は関東ローカルであった。なお、当シリーズでは初めてTBSの関連会社であるBSデジタル放送局・BS-iでも放送されている。BS-iでは番組スポンサーが付かないため提供バックはない。
TBSでの放送の初回視聴率は、深夜1時55分の開始にもかかわらず、4.0%（ビデオリサーチ関東地区）を獲得した。
| 放送地域   | 放送局             | 放送期間                      | 放送日時                  | 放送系列       | 備考             |
| ---------- | ------------------ | ----------------------------- | ------------------------- | -------------- | ---------------- |
| 関東広域圏 | TBSテレビ          | 2007年10月4日 - 2008年3月27日 | 木曜 25:25 - 25:55        | TBS系列        | 製作局           |
| 日本全域   | BS-i               | 2007年10月25日 - 2008年4月3日 | 木曜 24:30 - 25:00        | TBS系列 BS放送 |                  |
| 日本全域   | キッズステーション | 2008年9月17日 - 10月17日      | 月曜 - 金曜 13:30 - 14:00 | CS放送         | リピート放送あり |

### DVD
| 巻数 | 発売日        | 収録話 | 規格品番  |
| ---- | ------------- | ------ | --------- |
| 1    | 2008年1月25日 |        | BCBA-3158 |
| 2    | 2008年2月22日 |        | BCBA-3159 |
| 3    | 2008年3月25日 |        | BCBA-3160 |
| 4    | 2008年4月25日 |        | BCBA-3161 |
| 5    | 2008年5月23日 |        | BCBA-3162 |
| 6    | 2008年6月25日 |        | BCBA-3163 |
| 7    | 2008年7月25日 |        | BCBA-3164 |
| 8    | 2008年8月22日 |        | BCBA-3165 |

## 劇場版
『逮捕しちゃうぞ the MOVIE』。1999年4月24日に上映された。東映配給。
勝鬨橋や東京ヘリポートなど実在する東京名所をストーリーに組み込み、リアルに描画した点が劇場版の特徴である。監督の西村は本作のコンセプトを「どれだけリアルな絵面を持ってきて嘘をつくか」と説明している。制作前に綿密な現地調査が行われ、巡視船『やしま』が勝鬨橋を通れることも確認済みであるとのこと。
また、綿密に取材する一方で本編中巡視船が偽装船を停止させるために威嚇発砲したことについて「巡視船はあんな安易には発砲しない」という海保側からの指摘により、海上保安庁取材協力の表記はエンドロールにて行われなかったが、感謝の気持ちを込め台詞が変えられた。
辻本夏実を演じた玉川紗己子は、あるシーンをアフレコ中、監督からの指示もあって雄叫びを上げていた際、絶好調だったため「全開でズドーンと」行ったところ、限界を超えて横隔膜が痙攣し、横にいた平松にもたれて倒れ、その日の収録は中止された。当人は「夏実が乗り移った感じ」と述べた。
2000年12月にTBSで1時間半の枠に収まるように再編集して放送。
2007年11月23日にHDリマスター版のDVDが発売され、2010年7月23日にはBlu-ray Disc版が発売された。
2025年3月7日からアニメ化30周年記念として、東京、名古屋、大阪の3ヶ所の劇場で再上映されることになった。入場者特典としてポストカードが配布される。第1弾配布期間は、3月7日（金）～3月13日（木）まで第2弾配布期間は、3月14日（金）～3月20日までとなる。

### ストーリー
暑い夏の日、辻本夏実巡査と小早川美幸巡査は本庁研修を修了し、1年ぶりに墨東署交通課へ帰ってきた。同僚の二階堂頼子・葵双葉・中嶋剣、そして課長・徳野刑事も笑顔で2人を迎え入れる。さらにはヒマラヤに行っていた東海林も帰国するとの連絡を受け、夏実は早くもウキウキモード。そんな中、頼子と葵が駐車場に止めてある車から大量の銃器を押収。さらには墨東各地で信号機一斉故障が発生。またタレこみにより、またも大量の銃器及び謎のMOを押収した。
捜査が進む中、墨東署に蟻塚警視正が来署。今回の事件には課長が関わっているとし、課長は逮捕されてしまう。尋問から出た言葉は「柄本警部」そして「蜂一号」。そしてついに大事件が発生。隅田川にかかるさくら橋が爆破された。犯人によると爆弾は他にもあるという。東京の警察官総出で探すが、爆弾は見つからない。その時、拘置所にいた課長が「蜂一号」とは「本庁所轄警察署襲撃要綱」であると説明を始める。そして調べの中、その警察署のモデルが墨東署だということが発覚。墨東署への魔の手は確実に迫っていた。
果たして夏実と美幸は犯行を阻止することができるのか。2人の乗るTODAYが東京の下町を疾走する。

### スタッフ (劇場版)
- 監督 - 西村純二
- 脚本 - 十川誠志
- 演出 - 守岡博
- 作画監督 - 中嶋敦子
- メカ作画監督 - 村田峻治
- 美術監督 - 吉原俊一郎
- 撮影監督 - 吉田光伸
- 音響監督 - 鶴岡陽太
- 色彩設計 - もちだたけし
- 編集 - 坂本雅紀
- 音楽 - 川井憲次
- サウンドデザイン - 山田稔（eNa）
- プロデューサー - 源生哲雄、松本健、野口和紀
- 制作 - TBS、バンダイビジュアル、東映、スタジオディーン
- 配給 - 東映

### 主題歌
『CALLING』
作詞 - 前田たかひろ / 作曲・編曲 - 原一博 / 歌 - NITRO（優香・吉井怜・堀越のり・唐沢美帆）

### 劇場版の登場人物と声の出演
主な登場人物の声優は、OVA・テレビ版と同一。
- 柄本正：佐古正人
- 家寿田美苗：中村千絵
- 松田容子：柊美冬
- 森田桂子：小川智子
- 田中夏代：大原さやか
- 石井恵美子：萩原恵美子